# Zampe di gallina

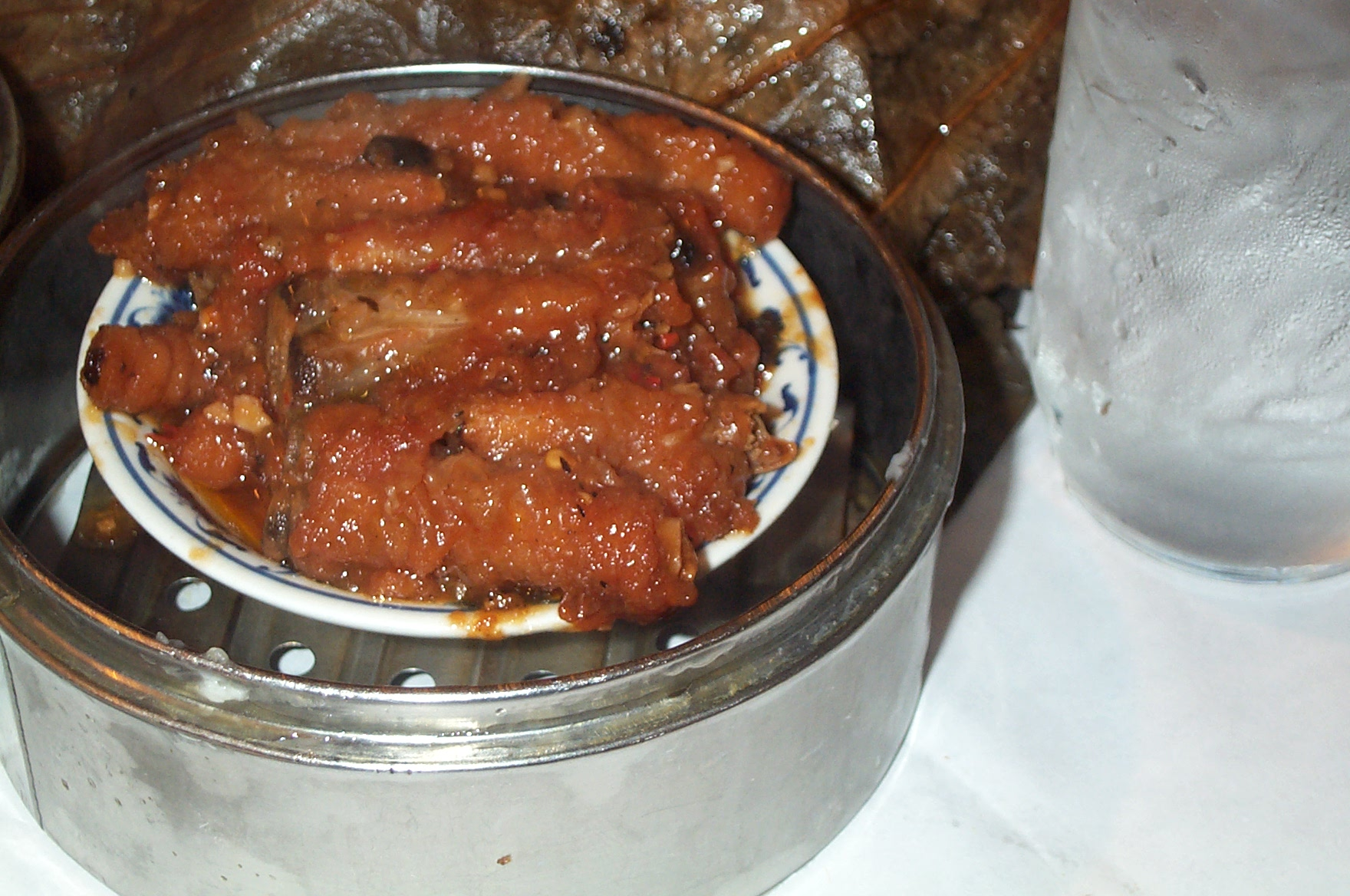

Le zampe di gallina sono una parte del pollo usata come ingrediente nella cucina cinese, giamaicana, sudafricana, brasiliana,peruviana, filippina, di Trinidad e Tobago, siciliana e veneta. La maggior parte della frazione edibile della zampa consiste in pelle e tendini, e ben poco muscolo. Questo, unito alla grande presenza di cartilagine, dà alla zampa una consistenza gelatinosa molto diversa dal resto della carne di pollo. Ci sono poi molti ossicini che rendono difficoltoso mangiarla, perciò questi vengono spesso rimossi prima di servire.

## Cucina cinese
Nella cucina cinese le zampe di gallina (in cinese 鳳爪, fèngzhuǎ, letteralmente  artigli di Fenghuang) sono spesso presenti nei menu dei ristoranti dim sum col nome di talloni di fenice.